# Прострел Галлера
Простре́л Га́ллера (лат. Pulsatílla hálleri) — многолетнее травянистое растение, вид рода Прострел (Pulsatilla) семейства Лютиковые (Ranunculaceae). Ряд исследователей включают этот род в состав рода Ветреница (Anemone).

## Ботаническое описание
Растение 9—25 см высотой.
Корневище многоглавое.
Стебель прямостоящий, густо-мохнатый от длинных, горизонтально оттопыренных волосков.
Корневые листья на густо мохнатых от длинных прямостояще оттопыренных или почти оттопыренных волосков черешках, в очертании широко- или продолговато-яйцевидные, перисто-рассечённые, с двумя парами боковых и одним конечным сегментом, из которых боковые почти до основания двухконечные трёхнадрезанные, с дольками в свою очередь двух-трёхнадрезанными, с продолговато-линейными острыми лопастинками; боковые сегменты на коротких черешочках или почти сидячие, конечный на длинном черешочке, в молодом возрасте сильно шерстисто-мохнатые, позднее более слабо опушённые (сверху иногда рассеянно-волосистые), появляются после цветения.
Обвёртка 2—3 см длиной, прямостоящая, с узколинейными долями, очень густо-мохнатая от длинных, горизонтально оттопыренных шелковистых волосков. Цветки прямостоящие, снаружи, как и цветоносы, мохнатые от длинных оттопыренных волосков; листочки околоцветника большей частью в числе 6, 2,5—4 см длиной, длиннояйцевидные, острые, тёмно-фиолетовые, сначала колокольчато сходящиеся, позднее растопыренные, прямые. Цветёт в апреле — мае.
Плодики 5—5,5 мм длиной, продолговатые, волосистые, со столбиками 3,5—4 см длиной, одетыми густыми волосками, сильно укорачивающимися и становящимися прилегающими у верхушки столбиков. Плодоносит в июне —июле.
Вид описан из Пьемонта.

## Распространение
Центральная Европа: восток Австрии, юго-запад Польши, Словакия, запад Швейцарии; Южная Европа: север Албании, Болгария, юг Югославии, северо-запад Италии, юго-восток Франции; Россия: Крым.
Растёт на сухих травянистых местах, открытых горных склонах и скалах, лесных полянах.